# Mattisbådan
Mattisbådan är en klippa i Finland.   Den ligger i kommunen Hangö i den ekonomiska regionen  Raseborg  och landskapet Nyland, i den södra delen av landet, 120 km väster om huvudstaden Helsingfors.
Terrängen runt Mattisbådan är mycket platt.  Närmaste större samhälle är Hangö, 8,3 km nordost om Mattisbådan. 